# HD 117207
HD 117207 är en ensam stjärna belägen i den norra delen av stjärnbilden Kentauren. Den har en skenbar magnitud av ca 7,24 och kräver åtminstone en stark handkikare eller ett mindre teleskop för att kunna observeras. Baserat på parallax enligt Gaia Data Release 2 på ca 30,9 mas, beräknas den befinna sig på ett avstånd på ca 106 ljusår (ca 32 parsek) från solen. Den rör sig närmare solen med en heliocentrisk radialhastighet på ca -17,5 km/s.

## Egenskaper
HD 117207 är en gul stjärna i huvudserien av spektralklass G7 IV-V, som har inslag av drag från en äldre underjättestjärna. Den har en massa som är ca 5 procent större än solmassan, en radie som är ca 7,5 procent större än solradien och har ca 1,2 gånger solens utstrålning av energi från dess fotosfär vid en effektiv temperatur av ca 5 700 K.

## Planetsystem
År 2005 konstaterades med hjälp av metoden för mätning av radialhastighet en exoplanet som kretsar kring stjärnan och betecknades HD 117207 b. Banelementen hos planeten bestämdes 2018 till en omloppsperiod av 7,18 år, en halv storaxel av 3,79 AE och en excentricitet av 0,16. Minsta massa för planeten är nästan dubbelt så stor som Jupiter. Om en inre planet kretsar kring stjärnan, måste den ha en omloppsperiod som inte överstiger 3,46 år för att uppfylla Hills kriterier för dynamisk stabilitet.
| Planet | Massa             | Halv storaxel (AE) | Siderisk omloppstid (d) | Excentricitet | Inklination | Radie |
| ------ | ----------------- | ------------------ | ----------------------- | ------------- | ----------- | ----- |
| b      | ≥1,926 ± 0,034 MJ | 3,787 ± 0,034      | 2 621,75 ± ~8,45        | 0,177 ± 0,013 | -           | -     |